# Манн, Катя
Катя Манн (урождённая Катарина Хедвиг Прингсхайм; 24 июля 1883 — 25 апреля 1980) — жена писателя Томаса Манна.

## Биография
Катя родилась в Фельдафинге под Мюнхеном, в еврейской семье, была младшим ребёнком и единственной дочерью (помимо четырёх сыновей) математика Альфреда Прингсхайма и актрисы Хедвиг Прингсхайм. Катя также была внучкой писательницы и правозащитницы-феминистки Хедвиги Дом и железнодорожного магната Рудольфа Прингсхайма, внучатой племянницей банкира Хьюго Прингсхайма. Её брат-близнец Клаус Прингсхайм был дирижёром, композитором, музыкальным критиком и педагогом, работающим в Германии и Японии. В возрасте 21 года, осенью 1904 года, она прекратила свои занятия физикой и математикой по просьбе своей матери и тети, чтобы выйти замуж за писателя Томаса Манна 11 февраля 1905 года в Мюнхене. После она продолжила учиться в качестве приглашенной студентки ещё четыре семестра. У Кати и Томаса Манна было шестеро детей. Позже Катя обратилась с мужем в лютеранство.

### Дети
| Имя            | Дата рождения  | Дата смерти     |
| -------------- | -------------- | --------------- |
| Эрика          | 9 ноября 1905  | 26 августа 1969 |
| Клаус          | 18 ноября 1906 | 21 мая 1949     |
| Ангелус «Голо» | 27 марта 1909  | 7 апреля 1994   |
| Моника         | 7 июня 1910    | 17 марта 1992   |
| Элизабет       | 24 апреля 1918 | 8 февраля 2002  |
| Михаэль        | 21 апреля 1919 | 1 января 1977   |

### Преодоление трудностей
Катя Манн заболела осенью 1911 года, через год после рождения Моники. Сначала заподозрили туберкулёз, но позже рентгенологические исследования не смогли обнаружить никаких подтверждений и физических изменений. Ее мать, Хедвига, считала причиной болезни усталость: Катя родила четверых детей и перенесла два выкидыша менее чем за пять лет. Кроме того, она печатала для своего мужа и организовывала его встречи в дополнение к задачам большого домашнего хозяйства. Хедвига поняла, что ее дочь нуждается в отдыхе, и в январе 1912 года Катя была одной из первых пациенток, поступивших в санаторий Вальд в Давосе, Швейцария. Визиты Томаса Манна к ней вдохновили его на роман «Волшебная гора». До мая 1914 года Катя провела несколько месяцев в санаториях, которые (по ее словам) укрепили ее настолько, что она смогла «выдержать все это».
Семья Манн жила в изгнании, Катя Манн заботилась о своих шести детях и муже, учила детей управлять делами отца. Она была не только душой семьи, но и связующим звеном, которое держало их всех вместе. Она пережила троих своих детей и своего мужа. Она умерла в Кильхберге близ Цюриха.
Томас Манн сделал своего рода её «портрет» в своем романе «Королевское Высочество».